# Nesocharis shelleyi
L'astrilde di Shelley o dorso oliva di Shelley (Nesocharis shelleyi Alexander, 1903) è un uccello passeriforme della famiglia degli Estrildidi.

## Descrizione

### Dimensioni
Misura fino a 8 cm di lunghezza, per un peso che oscilla fra i 6 ed i 9 grammi: questi valori ne fanno (assieme al becco di corallo, che tuttavia in media è meno pesante) l'estrildide più piccolo, nonché uno dei passeriformi di minori dimensioni.

### Aspetto
La testa e la coda sono di colore nero, con una banda di colore grigio topo sulla nuca: anche il ventre, ed i fianchi sono dello stesso colore, mentre petto, dorso, ali codione e sottocoda sono di colore giallo ocra, con tendenza a scurirsi divenendo olivastro sulle remiganti. Nella femmina è assente la colorazione giallastra del petto, che è invece anch'esso di colore grigio: gli occhi sono bruno-rossicci, il becco è nero-bluastro, le zampe sono di colore carnicino-grigiastro.
Nel complesso, questa specie appare molto somigliante alla congenere e affine astrilde collare bianco, rispetto alla quale tuttavia presenta dimensioni inferiori e colorazione nucale più scura.

## Biologia
Si tratta di uccelli che vivono in coppie o in piccoli gruppetti familiari, che difficilmente arrivano a contare più di una decina di individui: essi passano la maggior parte del tempo nel folto della vegetazione, alla ricerca di cibo.

### Alimentazione
L'astrilde di Shelley si nutre in egual misura di piccoli semi di graminacee e di invertebrati di piccole dimensioni, principalmente insetti alati e gasteropodi: questi uccelli integrano inoltre la propria dieta quando possibile con bacche e frutta matura.

### Riproduzione
La stagione riproduttiva cade generalmente appena dopo la fine della stagione delle piogge: i due partner generalmente non costruiscono il nido, ma ne occupano uno abbandonato (scegliendo generalmente fra i nidi degli uccelli tessitori). All'interno del nido la femmina depone 3-5 uova biancastre, che ambedue i sessi provvedono a covare (alternandosi durante il giorno e riposando assieme nel nido durante la notte) per circa due settimane: i pulli, che alla schiusa sono ciechi ed implumi, vengono accuditi da ambedue i genitori. Sebbene siano in grado d'involarsi attorno alle tre settimane dalla schiusa, essi sono soliti rimanere nei pressi del nido (tornandovi per riposare assieme ai genitori durante la notte e chiedendo loro sempre più sporadicamente l'imbeccata) per altre due settimane circa, prima di allontanarsene del tutto.

## Distribuzione e habitat
L'astrilde di Shelley occupa un areale piuttosto circoscritto, che comprende l'isola di Bioko, la fascia costiera del Camerun e la Nigeria sud-orientale, dove la si può avvistare nello stato di Cross River e nel parco nazionale di Gashaka-Gumti.
L'habitat di questi uccelli è rappresentato dalla foresta montana con presenza di radure erbose e cespugliose, fino a 2100 m d'altitudine: essi dimostrano inoltre di non temere eccessivamente l'uomo, colonizzando anche le aree coltivate.

## Tassonomia
Se ne riconoscono due sottospecie:
- Nesocharis shelleyi shelleyi, la sottospecie nominale, diffusa in Camerun e a Bioko;
- Nesocharis shelleyi bansoensis Bannerman, 1923, diffusa in Nigeria sud-orientale;